# Post-mortem Pacific !!!
Post-mortem Pacific !!! est une série de bande dessinée d'aventure réalisée par Emmanuel Nhieu avec la coloriste Florence Torta et dont les deux volumes ont été publiés par Soleil en 2007 et 2008.

## Albums
- Soleil, coll. « Soleil levant » :

1. Épidémie, 2007  (ISBN 978-2-84946-859-3)[1].
2. Guadalupe, 2008  (ISBN 978-2-302-00306-4).

### Lien web
- « Post-mortem Pacific !!! », sur bedetheque.com.